# The Raid
The Raid (englisch für ‚Die Razzia‘, Originaltitel Serbuan maut, malaiisch für ‚Tödliche Razzia‘) ist ein indonesischer Independent-Actionfilm aus dem Jahr 2011. Regie führte der Brite Gareth Evans, der zudem auch für das Drehbuch und den Schnitt verantwortlich war.

## Handlung
Der Untergrundboss Tama kontrolliert ein Hochhaus in den Slums Jakartas. Er und seine zwei Leibwächter Mad Dog und Andi rufen sämtliche Bewohner zur Verteidigung ihres Wohnhauses auf, als eine zwanzigköpfige Polizeieinheit das Gebäude stürmen soll (engl. to raid). Viele der Polizisten sind jedoch unerfahren und machen Fehler, sodass die meisten von ihnen schnell durch Tamas Schergen ausgeschaltet werden. Die verbliebenen Gesetzeshüter sterben in großer Zahl durch eine Schießerei im Treppenhaus über mehrere Stockwerke. Schon bald sind nur noch die fünf Polizisten Lieutenant Wahyu, Sergeant Jaka, Dagu, Rama und der verletzte Bowo übrig, die sich in zwei Gruppen aufteilen.
Rama und Bowo kommen zunächst bei einem Mann und seiner kranken Frau unter, welche sie in einem Gang hinter der Wand verstecken. Als Tamas Handlanger das Zimmer filzen, durchlöchern sie zwar mit einer Machete die Wand, streifen dabei mit der Klinge aber nur Ramas Wange. Rama lässt Bowo bei dem Mann und trifft auf seinem Weg durch das Haus Andi, der sich als Ramas Bruder herausstellt und ihn deshalb in einer Wohnung versteckt.
Die andere Gruppe wird von Mad Dog aufgegriffen und in einem Kampf bricht er Jaka das Genick. Als Andi und Mad Dog bei Tama Rechenschaft ablegen, kann Andi nichts vorweisen und Tama hat mittels seiner Überwachungskameras auch gesehen, wie er Rama versteckt hat.
Als Rama weiterzieht, trifft er zwar Wahyu und Dagu, trennt sich jedoch bald wieder von ihnen, als er durch ein Fenster in einer Tür sieht, wie sein Bruder Andi von Mad Dog an einer Kette hängend gefoltert wird. Nachdem Rama den Raum betritt, lässt Mad Dog Andi herunter und kämpft gegen die beiden Brüder. Mad Dog wird mit einer zerbrochenen Leuchtstoffröhre erstochen. Währenddessen kommen Wahyu und Dagu in Tamas Zimmer an. Wahyu lässt Tama von Dagu fesseln, erschießt letzteren danach jedoch, um selbst die Lorbeeren zu ernten und um keine Rechenschaft über den nicht genehmigten Polizeieinsatz ablegen zu müssen. Als Wahyu Tama abführt, erklärt Tama, dass die korrupte Regierung Wahyu nur geschickt habe, um ihn mit einer unerfahrenen Einheit in den Tod laufen zu lassen. Daraufhin erschießt Wahyu Tama und will Selbstmord begehen. Allerdings ist in der Revolvertrommel keine Kugel mehr übrig. Andi, Wahyu und Rama holen Bowo und verlassen das Haus. Am Tor sagt Andi, dass er im Haus bleiben will und sich keine Zukunft in Recht und Ordnung vorstellen kann.

## Hintergrund
| Darsteller     | Deutscher Sprecher | Rolle   |
| -------------- | ------------------ | ------- |
| Iko Uwais      | Robin Kahnmeyer    | Rama    |
| Joe Taslim     | Dirk Bublies       | Jaka    |
| Donny Alamsyah | Leonhard Mahlich   | Andi    |
| Pierre Gruno   | Axel Lutter        | Wahyu   |
| Tegar Satrya   | Frank Schröder     | Bowo    |
| Ray Sahetapy   | Jörg Hengstler     | Tama    |
| Yayan Ruhian   | Jesco Wirthgen     | Mad Dog |

Das Budget für den Film hat 1,1 Millionen Pfund betragen. Der Film feierte beim Toronto International Film Festival am 8. September 2011 Premiere.
In Deutschland sicherte sich Koch Media die Rechte am Film und brachte ihn ungekürzt am 12. Juli 2012 ins Kino. Der Film wurde allerdings überwiegend in großen Kinos gezeigt. Die deutsche Synchronbearbeitung entstand bei Iyuno Germany in Berlin. Frank Schröder schrieb das Dialogbuch und führte Dialogregie.
Der Werbeslogan auf dem deutschen Kinoposter ist 30 Floors of Hell („30 Stockwerke der Hölle“). Während auf dem Poster ein 24-stöckiges Haus abgebildet ist, hat das Hochhaus im Film lediglich fünfzehn Stockwerke (wenn das Erdgeschoss mitgezählt wird). Im Film werden neben dem Erdgeschoss die Stockwerke 3, 4, 5, 6, 7, 8 und 15 gezeigt, wobei Tama sich im fünfzehnten, obersten Stock befindet.

## Kritiken
The Raid erhielt ein gutes Presseecho, was sich auch in den Auswertungen US-amerikanischer Aggregatoren widerspiegelt. So erfasst Rotten Tomatoes größtenteils positive Besprechungen und ordnet den Film dementsprechend als „Zertifiziert Frisch“ ein. Zusammenfassend heißt es dort: „Schnörkellos und spannend – The Raid ist ein einfallsreicher Actionfilm, meisterhaft getimt und geschnitten.“ Laut Metacritic fallen die Bewertungen im Mittel „Grundsätzlich Wohlwollend“ aus.

„Geradliniger Actionfilm, der seine schlichte Handlung rasant und ohne Schnörkel entfaltet und ein spannendes Bedrohungsszenario aufbaut. Auch wenn die perfekt choreografierte Bildsprache um einiges vielschichtiger ist als bei vergleichbaren Genrefilmen, verstören die extremen Gewaltszenen.“

„Gareth Evans The Raid ist ein grandios inszenierter Actionkracher, ebenso aber ein Film von bemerkenswerter Kälte, der sich im Schlussakt mit einem Übermaß an abstrusen Wendungen selbst ein wenig ins Straucheln bringt.“

„Es mag finanzielle Ursachen haben, dass es in The Raid keine genreüblichen Materialschlachten und Pyro-Exzesse gibt. Evans weiß dieses vermeintliche Defizit aber gekonnt für das Konzept seines Films zu nutzen. Jegliche Action, egal ob mit oder ohne Waffen, entsteht aus der ausgeklügelt choreografierten Bewegung des menschlichen Körpers.“

„Hier wurden die Kämpfe lang und breit eingefangen, oft aus irsinnigem Winkel, meist ohne Schnitt. Das ist nicht im Ansatz suggestiv – geht nur atemberaubend unter die Haut. […] Regisseur Gareth Evans hat so etwas wie einen Coup gelandet, indem er die Cartoon-Hysterie des asiatischen Actionkinos mit einem glatteren, kühleren Gespür aus dem Westen gezähmt hat. Die primitive Einbruchsgeschichte bietet gerade genug Wendungen und wechselnde Allianzen, um emotional mitzureißen. Noch wichtiger: das dient zugleich als willkommene Rast. Man freut sich, kurz durchzuatmen. So geschickt wie The Raid den Herzschlag des Publikums liest, entsteht letzten Endes ein belebender Rausch.“

## Fortsetzung und Remake
Im Frühjahr 2014 kam die Fortsetzung The Raid 2 in die Kinos. Die Handlung setzt unmittelbar nach den Geschehen aus dem ersten Teil ein. Gareth Evans zeichnete wieder für Drehbuch, Schnitt und Regie verantwortlich.
Sony Pictures sicherte sich die US-amerikanischen Rechte an The Raid und begann sogleich mit der Planung für ein US-amerikanisches Remake. Regie soll bei dem Projekt der Australier Patrick Hughes übernehmen.